# Marek Totušek
Marek Totušek (* 6. srpna 2002 Brno) je český šermíř, závodící v disciplíně fleret. Je několikanásobným juniorským mistrem republiky a bronzovým medailistou z mistrovství Evropy juniorů v Poreči 2020.

## Osobní život
Marek Totušek se narodil v Brně 6. srpna 2002. Do svých 15 let vyrůstal v Jimramově. Svůj šermířský talent začal rozvíjet v nedalekém oddílu šerm TJ Sokol Bystřice nad Pernštejnem, za který stále závodí. Od roku 2018 Marek studuje na gymnáziu v Praze, kde i trénuje.

## Sportovní kariéra
Svoje sportovní působení začal v roce 2007. Od té doby získal několik medailí jak na domácích, tak i zahraničních soutěžích. V sezóně 2017/2018 vyhrál mistrovství České republiky v kategorii kadetů a juniorů. Stejný výsledek zopakoval i následující sezónu (2018/2019). V roce 2018 vyhrál mezinárodní turnaj kadetů (do 17 let) ECC v Manchesteru, ve stejné sezóně získal bronz na evropském poháru seniorů v Brně (Sokol Cup 2019).
V září roku 2019 získal bronz na světovém poháru seniorů Sattelite v Bratislavě. O pár měsíců později na mistrovství Evropy juniorů v chorvatské Poreči (2020) vyhrál bronzovou medaili. Ve čtvrtfinále porazil 15:13 bronzového medailistu z Olympijských her mládeže v Buenos Aires Dána Jonase Winterberga. V semifinálovém zápase prohrál s Rusem Antonem Borodachevem 15:9.
Totuškovými trenéry jsou reprezentační trenér Josef Prokeš a anglický trenér polského původu Ziemowit Wojciechowski.